# Lisowody (stacja kolejowa)
Lisowody (ukr. Лісоводи) – stacja kolejowa w miejscowości Lisowody, w rejonie chmielnickim, w obwodzie chmielnickim, na Ukrainie. Położona jest na linii Jarmolińce – Husiatyn.
W okresie międzywojennym była ostatnią stacją na linii położoną w Związku Sowieckim, przed granicą z Polską.